# NGC 7380
NGC 7380 je otvoreni skup u zviježđu Cefeju. 
Ovo je područje nastajanja zvijezda koje sadrži mladi otvoreni skup 7000 svjetlosnih godina udaljen od Zemlje. Proteže se na oko 100 svjetlosnih godina.

## Vanjske poveznice
- (engl.) SEDS: NGC 7380
- (engl.) Hartmut Frommert: Revidirani Novi opći katalog
- (engl.) Izvangalaktička baza podataka NASA-e i IPAC-a
- (engl.) Astronomska baza podataka SIMBAD
- (engl.) VizieR
- DSS-ova slika NGC 7380  Arhivirana inačica izvorne stranice od 28. ožujka 2016. (Wayback Machine)
- (engl.) Auke Slotegraaf: NGC 7380 Deep Sky Observer's Companion
- (engl.) NGC 7380  Arhivirana inačica izvorne stranice od 3. srpnja 2015. (Wayback Machine) DSO-tražilica
- (engl.) Courtney Seligman: Objekti Novog općeg kataloga: NGC 7350 - 7399